# Kastellholmen

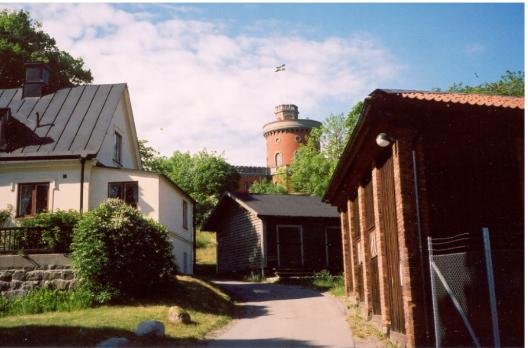
Kastellholmen

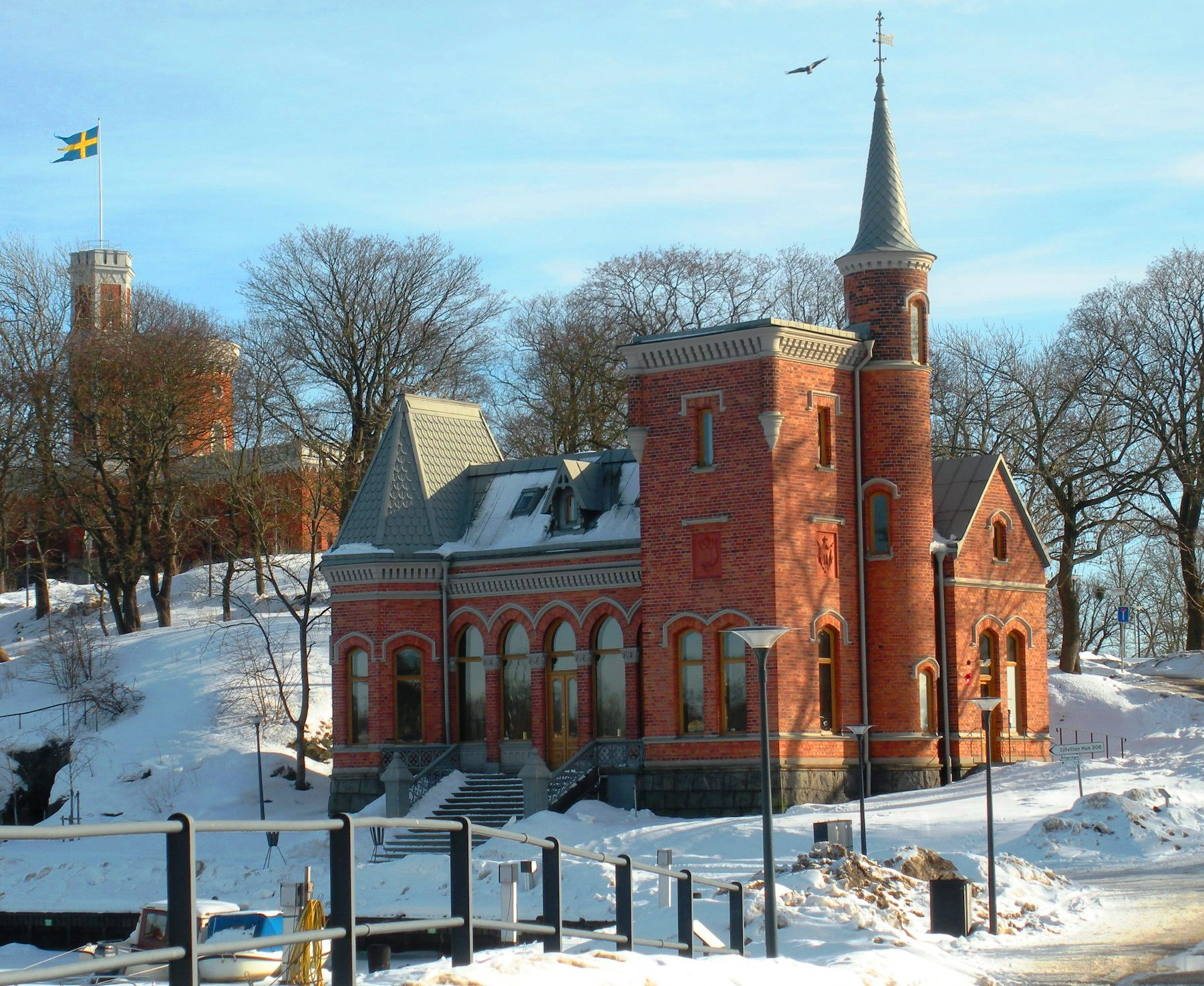
Skridskopaviljongen, w tle Kastellet

Kastellholmen – niewielka wyspa położona w centrum stolicy Szwecji, Sztokholmu. Powierzchnia wyspy wynosi około 31 000 m². Kastellholmen jest połączony z inną stołeczną wyspą, Skeppsholmen, za pomocą mostu Kastellholmsbron.
Na wyspie znajduje się Kastellet, niewielki zamek zbudowany przez Fredrika Bloma w latach 1846–1848.
Historycznymi nazwami wyspy były m.in. Notholmen, Lilla Beckholmen oraz Skansholmen. Wyspa Kastellholmen jest częścią miejskiego parku narodowego Ekoparken.